# Богдан Гурдзецький
Богдан Гурдзецький (пол. Bogdan Gurdziecki, помер 1700 р. у Москві) — дипломат Речі Посполитої, жив у Персії, відомий як Ботам Бег.
Походив із грузинської знаті; його прізвище утворене від турецького та перського терміна для грузинів — «Гурджі». Служив Речі Посполитій приблизно з 1650 року, був дипломатом і видатним фахівцем у відносинах з Персією.
У 1667 році Річ Посполита уклала з Московією Андрусівське перемир'я, після чого польський уряд вирішив об'єднати сили і створити антитурецьку коаліцію. У 1668 році Ян Казимир відправив Богдана Гурдзецького на чолі дипломатичної місії з тридцяти чотирьох осіб до Москви, а потім у лютому 1669 року він досяг Астрахані. Цар доручив Гурдзецькому дипломатичну місію, він мав доставити листи, адресовані місцевим правителям. Посол досяг Персії наприкінці 1669 року, зупинився в Ісфахані. Він шукав зустрічі з главою правлячої династії Сефевідів. У лютому та 21 березня 1670 року Богдан Гурдзецький мав аудієнцію у шаха Солеймана Сефі та повідомив йому про плани Туреччини напасти на Персію за підтримки вірмен. Йому вдалося переконати шаха усунути вірменських купців від посередництва в торгівлі Персії з Московією та Річчю Посполитою, але він не отримав дозволу на будівництво церкви й монастиря в Єревані.
У червні 1670 р. він залишив Персію і пішов у бік Московії, але через козацьке повстання повернувся до Персії, де зупинився в Самаках і втягнувся в місцеву суперечку. Ймовірно, під час заворушень він був учасником вбивства й отримав дуже серйозні поранення.
Його дипломатична місія загалом тривала три роки; до Речі Посполитої він повернувся 1675 року. У квітні 1676 року він був обраний офіційним послом і постійним резидентом при дворі династії Сефевідів.
Є суперечливі відомості про те, що Гурдзецький не дістався Персії раніше 1681 року, і під час зустрічі з шахом він відновив військову співпрацю проти турків. Після відмови прийняти іслам йому дозволили жити в Самаках, але, ймовірно, виїхав до Речі Посполитої.
1684 року він знову вирушив до Персії і першим гінцем повідомив шаха про поразку турків під Віднем.
1687 року відбувся ще один візит до Персії, але причини цього невідомі.
Наявні факти, що він ще раз повернувся до Речі Посполитої 1699 року. Помер у Москві 1700 року, ймовірно, під час чергової подорожі до Персії.